# Odyneropsis melancholica
Odyneropsis melancholica är en biart som beskrevs av Carlos Schrottky 1914. Odyneropsis melancholica ingår i släktet Odyneropsis och familjen långtungebin. Inga underarter finns listade i Catalogue of Life.